# 特鲁瓦内
特鲁瓦内（法語：Troinex）是瑞士日内瓦州的一个镇，位于日内瓦市以南，东南与法国交界。
截至2009年底，特鲁瓦内共有居民2215人。

## 外部連結
- （法文）特鲁瓦内官方网站